# Scott Buck
Scott Randall Buck é um roteirista de televisão americano. Buck escreveu para várias séries de televisão, incluindo Six Feet Under, Roma, Dexter, Everybody Loves Raymond, Coach e The Oblongs.

## Carreira
Buck começou sua carreira como escritor de sitcom. Ele se juntou a equipe de Six Feet Under como roteirista e produtor de supervisão em 2002 para a segunda temporada da série. Ele escreveu o episódio da segunda temporada "It's the Most Wonderful Time of the Year". Ele permaneceu como produtor de supervisão para a terceira temporada em 2003 e escreveu mais dois episódios, "You Never Know" e "Everyone Leaves". Ele foi promovido a co-produtor xecutivo para a quarta temporada em 2004. Ele escreveu mais dois episódios "That's My Dog" e "Bomb Shelter". Ele foi nomeado para um prêmio individual do WGA, assim como prêmios do WGA para Melhor Equipe de Escrita. Ele recebeu um Peabody Award por seu trabalho em Six Feet Under. Ele continuou sendo um produtor co-executivo para a quinta e última temporada em 2005 e contribuiu com mais dois episódios – "Dancing for Me"  e "Singing For Our Lives". Ele contribuiu com sete episódios para a série no total.
Buck trabalhou como produtor co-executivo na segunda temporada de Roma da HBO, em 2007. Ele escreveu dois episódios para a série ("These Being the Words of Marcus Tullius Cicero" and "Death Mask) antes dela ser cancelada.
Ele se mudou para trabalhar como co-produtor executivo e roteirista na segunda temporada de Dexter da Showtime em 2007, permanecendo como co-produtor executivo da terceira temporada em 2008 e produtor executivo para a quarta temporada em 2009. Em 2008, 2009 e 2010, Dexter foi nomeada para um Writers Guild of America Award de Melhor Série Dramática (com a equipe de escrita, incluindo Buck creditado na indicação), mas perdeu para The Wire e Mad Men. Para a sexta temporada de Dexter, após os showrunners anteriores terem deixado a série, Buck foi promovido a posição de showrunner. Suas três temporadas como showrunner não foram bem recebidas, com a temporada final em particular recebendo críticas em grande parte negativas.
Em dezembro de 2015, Buck foi contratado para atuar como showrunner e produtor executivo da série de televisão da Marvel Television e Netflix, Punho de Ferro. Após as estreia da série via streaming on-line, as críticas para Punho de Ferro foram predominantemente negativas com os críticos chamando de "facilmente a pior das séries da Netflix/Marvel". Apesar disso, Punho de Ferro teve uma grande estreia na Netflix. Em dezembro de 2016, foi anunciado que ele retornaria ao Universo Cinematográfico Marvel como showrunner e produtor executivo da série da Marvel Television, IMAX Corporation e ABC, Inumanos. Em julho de 2017, foi anunciado que Buck foi removido de sua posição como showrunner e produtor executivo em Punho de Ferro. Inumanos estreou em setembro de 2017, tendo uma recepção similarmente negativa.